# Rayón
El rayón es una fibra artificial celulósica manufacturada y regenerada. En Europa se la denominó viscosa.

La celulosa es tratada con un álcali y disulfuro de carbono para obtener rayón, también llamado viscosa.

La celulosa proveniente de fibras de madera o algodón se trata con hidróxido de sodio, y luego se la mezcla con disulfuro de carbono para formar xantato de celulosa, el cual se disuelve luego en más hidróxido de sodio. La viscosa resultante se extruye en un baño ácido o bien a través de una ranura para hacer celofán, o a través de un pequeño orificio para fabricar rayón (al que a veces se lo llama también viscosa). El ácido vuelve a convertir la viscosa en celulosa.

## Historia
El rayón fue la primera fibra manufacturada; se produce a partir de un polímero que se encuentra en la naturaleza (celulosa). En 1924 se adoptó el nombre "rayón", siendo conocida en Europa además por el nombre de "viscosa".  
Fue creada en Échirolles (Isère, Francia) en el año 1884 por el científico e industrial francés Hilaire de Chardonnet (1838-1924), inventor de la primera fibra textil artificial («seda artificial»). El proceso de fabricación fue luego patentado por tres científicos británicos, Charles Frederick Cross, Edward John Bevan y Clayton Beadle, en 1891.  
El primer uso de la viscosa fue para el recubrimiento de telas, para el cual resultó bastante apropiada. Sin embargo, cuando Cross y sus colegas intentaron hacer objetos sólidos tales como mangos de paraguas, encontraron que era demasiado frágil.  
El subsiguiente desarrollo de la tecnología de la viscosa llevó a la producción de hilos para bordados y decoración. Finalmente, con la incorporación de Samuel Courtauld & Co. al negocio en 1904, la fabricación de viscosa se volvió importante. En las décadas del 20 y del 30 ya había reemplazado casi completamente el uso tradicional del algodón para la fabricación de medias y ropa interior femenina. En Europa y los Estados Unidos ocurrieron cambios similares. También era usada para forros y recubrimientos, como material estructural para toallas y manteles, y en forma de hilos de alta tenacidad para usarse en cubiertas para ruedas de automóviles. Otros usos fueron la fabricación de esponjas y trapos absorbentes.
La fabricación de películas de viscosa fue intentada por Cross en la década de 1890, pero el éxito lo consiguió finalmente el químico suizo Jacques Brandenberger trabajando en Suiza y Francia. Hacia 1913 la empresa francesa Comptoir des Textiles Artificiels (C.T.A.) fundó La Cellophane SA. Branderberger vendió sus patentes a La Cellophane y se unió a la misma. Diez años después DuPont Cellophane Co. se estableció en los Estados Unidos y en 1935 British Cellophane Ltd se estableció en Bridgwater, Somerset. A principios de los años 40 se estableció en España, en Burgos, con el nombre de La Cellophane Española S.A. La empresa fue inaugurada oficialmente en 1949.
Hasta los años 30 sólo se fabricaba rayón en forma de hilo, hasta que se descubrió que las fibras rotas que se desechaban en la producción de hilo valían para ser entretejidas.  Las propiedades físicas del rayón no cambiarían hasta el desarrollo del rayón de alta tenacidad en los años 40. Posteriores investigaciones llevaron a la creación del rayón HWM o modal en los 50.
El uso de la viscosa se hace cada vez menos común, debido a los efectos contaminantes del disulfuro de carbono y otros subproductos del proceso, lo cual ha forzado el cierre de la fábrica de Bridgwater en el año 2005. 
En Marruecos se utiliza rayón o hilo de viscosa para tejer artesanías que se comercializan como de seda de cactus o sabra.

## Propiedades más importantes
El rayón es una fibra muy versátil y tiene las mismas propiedades en cuanto a comodidad de uso que otras fibras naturales y puede imitar el tacto de la seda, la lana, el algodón o el lino. Las fibras pueden teñirse fácilmente de otros colores como por ejemplo rojo. Los tejidos de rayón son suaves, ligeros, frescos, cómodos y muy absorbentes, pero no aíslan el cuerpo, permitiendo la transpiración. Por ello son ideales para climas calurosos y húmedos. Según su presentación, se distingue entre el llamado rayón filamento y la viscosa de fibra corta. Al arder, este tipo de fibra despide un olor a papel quemado que es característico de las fibras con base de celulosa.
Uno de los inconvenientes de algunos tipos de rayón es su baja resistencia, especialmente en estado húmedo; además, posee la menor recuperación elástica de todas las fibras. Sin embargo, el rayón HWM o fibra modal, es mucho más fuerte y duradero. Los cuidados recomendados para el rayón normal se basan en su lavado en seco. En cambio, el rayón HWM puede lavarse a máquina.

## Galería de texturas

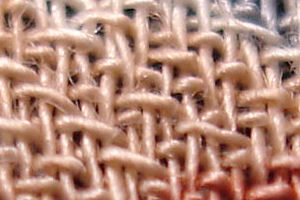
Una muestra de rayón de una falda, fotografiada con una lente macro.
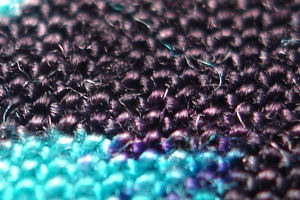
Otra falda de textura diferente.
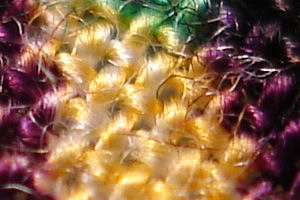
Una blusa de textura similar a la falda anterior.

## Estructura física del rayón
El rayón normal posee líneas longitudinales llamadas estrías y una sección cruzada de forma indentada circular. Las secciones cruzadas del HWM y del rayón "cupra" son redondas. El rayón filamentoso tiene de 80 a 980 filamentos por hilo. Las fibras de rayón son, por naturaleza, muy brillantes, pero la adición de pigmentos mates reduce su brillo natural.

## Método de producción
El rayón normal (o viscosa) es la forma más producida de rayón. Este método de producción de rayón ha sido empleado desde principios de los años 1990 y tiene la capacidad de producir tanto filamentos como fibras entretejidas. El proceso es como sigue:
1. CELULOSA: La producción empieza con celulosa procesada.
2. INMERSIÓN: La celulosa es disuelta en soda cáustica.
3. PRENSADO: La solución es prensada por rodillos para eliminar el exceso de líquido.
4. PASTA BLANCA: Las hojas prensadas son despedazadas o trituradas para producir lo que se conoce como "pasta blanca".
5. ENVEJECIMIENTO: Se consigue exponiendo la "pasta blanca" a la acción del oxígeno.
6. XANTACIÓN: La "pasta blanca" envejecida es mezclada con disulfuro de carbono (CS2) en un proceso conocido como xantación.
7. PASTA AMARILLA: La xantación modifica la composición de la mezcla de celulosa resultado un producto llamado "pasta amarilla".
8. VISCOSA: La "pasta amarilla" es disuelta en una solución cáustica para formar viscosa.
9. MADURACIÓN: La viscosa se deja reposar durante un tiempo, dejando que madure.
10. FILTRADO: Tras la maduración, la viscosa es filtrada para eliminar cualquier partícula no disuelta.
11. DEGASIFICACIÓN: Cualquier burbuja de aire es eliminada de la viscosa por presión
12. EXTRUSIÓN: La solución de viscosa es extruida a través de un molde parecido a una alcachofa de ducha con agujeros muy pequeños.
13. BAÑO ÁCIDO: Una vez que la viscosa sale del molde permanece sumergida en ácido sulfúrico, resultando los filamentos de rayón.
14. ESTIRADO: Los filamentos de rayón son estirados para fortalecer las fibras.
15. LAVADO: Las fibras son lavadas para eliminar cualquier residuo químico: Si lo que se desea producir son filamentos, el proceso acaba aquí, si no se sigue con el entretejido[4]

Una variante es el rayón acetato, que se diferencia en que la pasta amarilla se disuelve en ácido acético después de la xantación. Otra variante, más resistente en estado húmedo, es el rayón HWM, también conocido como "polinósico" o por el nombre comercial MODAL.
El rayón de alta tenacidad es otra versión modificada de la viscosa casi el doble de resistente que el HWM. Esta clase de rayón se usa normalmente en la industria, por ejemplo en los armazones de las cubiertas de los neumáticos.
El rayón de cupramonio tiene propiedades similares a la viscosa, pero durante su producción la celulosa es combinada con cobre y amoníaco. Debido a los efectos medioambientales derivados de este método de fabricación, el rayón de cupramonio ya no se produce en los Estados Unidos.

## Usos del rayón
El rayón se usa mayoritariamente en la confección textil (blusas, vestidos, chaquetas, lencería, forros, trajes, corbatas...), en decoración (colchas, mantas, tapicería, fundas...), en industria (material quirúrgico, productos no tejidos, armazón de neumáticos...) y otros usos (productos para la higiene femenina).
En algunos países el rayón se comercializa como seda de cactus.